# Loch a' Mhuilinn
Loch a' Mhuilinn är en sjö i Storbritannien.   Den ligger i kommunen Highland och riksdelen Skottland, i den norra delen av landet, 800 km norr om huvudstaden London. Loch a' Mhuilinn ligger 173 meter över havet.  I omgivningarna runt Loch a' Mhuilinn växer i huvudsak blandskog.